# Paul Hauptmann
Paul Hauptmann (* 28. April 1967 in Wien) ist ein österreichischer Regisseur und Produzent im Musikfilmbereich. Spezialisiert auf den Mitschnitt von Livekonzerten arbeitete Hauptmann etwa für Künstler wie David Bowie, Coldplay oder die Red Hot Chili Peppers.

## Werdegang
Nach seiner Ausbildung zum Redakteur und Regieassistent in der Jugendredaktion des ORF, stieg Hauptmann 1993 beim ersten deutschen Musiksender VIVA ein. Als Leiter und Producer des Nightdepartments betreute er Genresendungen und Magazine verschiedener Musikrichtungen. Mit dem von ihm entwickelten Erfolgsformat „Overdrive“ konzentrierte sich Hauptmann seit 1998 auf die Regiearbeit von Livemusik-Aufzeichnungen.
In Folge daraus machte er sich auch außerhalb der sendereigenen Fernsehproduktionen als Live-Regisseur einen Namen. Auf Anfrage von David Bowie, führte Hauptmann sowohl bei der Konzertaufzeichnung der Berliner Show im Rahmen der Heathen Tour (2002), seines Live Clip zum Titel „Fashion“ (2003) für die Fashion Rocks Veranstaltung in London, sowie der DVD „A Reality Tour“ (2003) Regie. Darüber hinaus ist er u. a. der Regisseur der Gold- und Platin-veredelten DVDs von deutschen Acts wie Xavier Naidoo, Nena oder Udo Lindenberg. 2004 gründete Paul Hauptmann die Filmproduktionsfirma FESCHFILM ENTERTAINMENT. Das Unternehmen ist spezialisiert auf Mehrfachkameraaufzeichnungen und Dokumentationen im Entertainmentbereich, z. B. Live-Streamings, TV- und DVD-Auswertungen von Shows, Branded Events und Konzerten. Von 2004 bis 2009 führte Hauptmann bei den Festivals „Electronic Beats“ mit Künstler wie The Prodigy, Faithless und Underworld Regie.
2007 bis 2012 war er Regisseur der „Telekom Street Gigs“ mit Bands wie Billy Talent, Phoenix, Mando Diao oder Die Fantastischen Vier. In den Jahren 2014–2018 produzierte Hauptmann die Live Streams der Hauptbühnen vom splash! und melt! Festival in Gräfenhainichen und führte neben seiner Rolle als Produzent auch Regie bei Acts wie Wiz Khalifa, Florence and the Machine, The xx, Tame Impala und Deichkind. Im Rahmen der Deutschlandpremiere des Lollapalooza Festivals in Berlin 2015 sowie 2016 und 2017 verantwortete Hauptmann die Produktion des Livestreams zu arte concerts und die Regie von Bands wie Muse, Seeed, Radiohead, Kings of Leon, Foo Fighters u. v. m.

## Regie-/Producer-Arbeiten

### Internationale Acts (Auswahl)
- 1998: Smashing Pumpkins, Free Concert Reeperbahn Hamburg
- 2002: Red Hot Chili Peppers, Saturn Parkhausdach Hamburg
- 2002: Foo Fighters
- 2002: Queens of the Stone Age
- 2002: David Bowie, Aufzeichnung „Live in Berlin“
- 2003: David Bowie, Musikclip “Fashion” für das Finale der Prince’s Trust Veranstaltung Fashion Rocks
- 2003: David Bowie, DVD „A Reality Tour“
- 2003: Coldplay
- 2003: Placebo
- 2005: The Prodigy, Amsterdam
- 2007: Billy Talent
- 2008: Maxïmo Park
- 2009: Mando Diao
- 2009: Razorlight
- 2010: Jamie Cullum
- 2010: Phoenix
- 2013: Zemfira, live aus Moskau
- 2014: Wiz Khalifa
- 2015: Muse
- 2015: Macklemore & Ryan Lewis
- 2016: Radiohead
- 2016: Kings of Leon
- 2017: Foo Fighters
- 2017: Mumford & Sons
- 2017: The xx
- 2018: Florence + The Machine
- 2018: Tylor, the Creator
- 2019: Bilderbuch, live in Schönbrunn
- 2019: Dope Lemon

### Nationale Acts (Auswahl)
- 1999: Xavier Naidoo, DVD „Nicht von dieser Welt“
- 2003: Xavier Naidoo, DVD „Alles Gute vor uns“
- 2003: Rosenstolz, DVD „Live aus Berlin“
- 2004: Schiller, DVD „Leben“
- 2006: Tokio Hotel, DVD „Schrei“
- 2007: Tokio Hotel, DVD „Zimmer 483“
- 2007: Juli, DVD „Ein neuer Tag live“
- 2007: Roger Cicero, DVD „Männersachen live“
- 2008: Roger Cicero, DVD „Beziehungsweise live“
- 2008: Udo Lindenberg, DVD „Stark wie Zwei live“
- 2011: Nena, DVD „Made in Germany live“

### TV-Produktionen / Dokumentation (Auswahl)
- 2005: Die Fantastischen Vier „Viel unterwegs“ & „Viel Live“
- 2008: Nina Hagens „Ufo-Jagd“ in Roswell (ProSieben)
- 2008 + 2009: Amadeus Austrian Music Award (Puls 4)
- 2009/2010: JVA – Karriere hinter Gittern (kabel eins)
- 2017: Robin Schulz „The Movie“